# Ceroma ornatum
Espèce
Synonymes
- Ceroma variatum Pocock, 1898

Ceroma ornatum est une espèce de solifuges de la famille des Ceromidae.

## Distribution
Cette espèce se rencontre en Tanzanie, au Kenya, en Ouganda et en Éthiopie.

## Publication originale
- Karsch, 1885 : Verzeichnis der von Dr. G. A. Fischer auf der im Auftrage der geographischen Gesellschaft in Hamburg unternommen Reise in das Massai-Land gesammelten Myriopoden und Arachnoiden. Jahrbuch der Hamburgischen Wissenschaftlichen Anstalten, vol. 2, p. 131-139 (texte intégral).